# كيرك هاميت
كيرك هاميت (بالإنجليزية: Kirk Lee Hammett) عازف الغيتارالمنفرد بفرقة ميتاليكا.من المعروف عن كيرك هاميت أنه عازف فريد بمقاطع السولو وبدايات ونهايات الأغاني التي يظهر فيها تميزه في العزف بالإيتار.يعزف مع ميتاليكا من سنة 1983 بعد أن تم استبدال دايف ماستاين، لينطلق هذا الأخير ويكون فرقة هيفي ميتل أخرى باسم ميجاديث.
احتل المركز الحادي عشر على قائمة «أعضم مائة عازف غيتار في التاريخ» التي أعدتها مجلة رولينغ ستون.

## روابط خارجية
- كيرك هاميت على موقع IMDb (الإنجليزية)
- كيرك هاميت على موقع ميوزك برينز (الإنجليزية)
- كيرك هاميت على موقع رولينغ ستون (الإنجليزية)
- كيرك هاميت على موقع إن إن دي بي (الإنجليزية)
- كيرك هاميت على موقع أول ميوزيك (الإنجليزية)
- كيرك هاميت على موقع ديسكوغز (الإنجليزية)
- كيرك هاميت على موقع قاعدة بيانات الفيلم (الإنجليزية)